# Жулдиз (журнал)
«Жулди́з» (каз. Жұлдыз, укр. Зірка) — літературно-художній і громадсько-політичний журнал. Видається в Алмати казахською мовою. Є органом Спілки письменників Казахстану. В журналі відбивається процес розвитку казахської літератури, пошуки нових образотворчих засобів, розвиток нових жанрів та форм.

## Історія
- Видається від 1928 року як журнал «Жана адебієт» (каз. Жаңа әдебиет, укр. Нова література)
- На початку 1930-х років — «Адебієт майдані» (каз. Әдебиет майдани, укр. Літературний фронт), потім — «Адебієт жане іскусство» (каз. Әдебиет және искусство, укр. Література і мистецтво).
- Від 1957 року — «Жулдиз».

Історія журналу відбиває розвиток літератури Казахстану в XX столітті.
Становленню журналу сприяли Б. Майлін, В. Жансугуров, М. Ауезов, С. Муканов. Головними редакторами в різні роки були Г. Мусрепов, З. Кабдулов, А. Нурпеїсов, С. Мауленов, Ш. Муртаза, Б. Тлегенов, М. Магауїн. У редакціях «Проза», «Поезія», «Ислам тагылымы» («Уроки ісламу»), «Әдеби мұра» («Літературна спадщина»), «Зерде» («Інтелект»), «Эдебиет-тану» («Літературознавство») тощо публікуються нові твори поетів і письменників, статті з історії, культури, мистецтва і літератури казахського народу.
Тираж на 1972 рік становив близько 180 тис. примірників, на 2002 рік — 4120 примірників. Засновник: ЗАТ «Казак газеттері» («Казахські газети»). Виходить один раз на місяць, обсяг 10 д. а.